# Aleksandras Abišala
Aleksandras Abišala (Inta, SFSR, 28 de dezembro de 1955) é um ex-político lituano e primeiro-ministro da Lituânia (1992).
Em 2007, ele estabeleceu a sua própria empresa de consultoria de negócios chamada "A. Abišala and Partners".